# Kritika (časopis)
Kritika je bio hrvatski dvomjesečni časopis za kritiku umjetnosti i kulturno-politička pitanja iz Zagreba. 
Uređivao ga je Vlatko Pavletić.
Prvi je broj izašao 1968. godine. 18. je broj bio zabranjen zbog članka Smiljane Rendić. Zadnji broj je broj 20. od rujna/listopada 1971. godine. Zabranjen je kao još neki listovi Matice hrvatske nakon nasilna gušenja hrvatskog proljeća (Hrvatski tjednik, Kolo, Hrvatsko sveučilište, Studentski list, Tlo, Hrvatski gospodarski glasnik i drugi).
Izdavači su bili Nakladni zavod Matice hrvatske te Društvo hrvatskih književnika.
Poznati suradnici bili su hrvatski književnik Dobriša Cesarić, crnogorski književnik Radoje Radojević i drugi.